# Polyklonaler Antikörper
Polyklonale Antikörper sind Mischungen von verschiedenen Antikörpern, die aus dem Serum von immunisierten Tieren (meistens Ziege, Kaninchen, Maus oder Ratte) gewonnen werden. Durch Adsorption an ein Antigen in einer Affinitätschromatographie können alle Antikörper gegen die verschiedenen Epitope eines Antigens gemeinsam aufgereinigt werden, obwohl die Antikörper von verschiedenen B-Zellen produziert wurden.
Im Gegensatz dazu wird ein monoklonaler Antikörper nur von Klonen einer einzelnen B-Zelle hergestellt und ist daher auch nur gegen ein einzelnes Epitop eines Proteins gerichtet. Polyklonale Antikörper stellen im Gegensatz zu monoklonalen Antikörpern ein natürliches Gemisch dar.

## Herstellung
In der Praxis spritzt man ähnlich wie bei der aktiven Immunisierung beim Menschen (siehe Impfung) einem Tier ein Antigen, z. B. ein virales Protein oder dessen Gen in einem Expressionsvektor. Das Tier bildet nun in einer Immunreaktion spezifische Antikörper gegen das fremde Protein. Es entsteht ein natürliches Gemisch mehrerer verschiedener Antikörper, die mit unterschiedlicher Affinität an jeweils eines der unterschiedlichen Epitope dieses Antigens binden. Die Summe der Bindungsenergien zwischen polyklonalen Antikörpern und allen Epitopen eines Antigens bezeichnet man als Avidität.
Für die künstliche Herstellung monoklonaler Antikörper werden polyklonale B-Zellen benötigt, aus denen nach Fusion zu einem Hybridom oder viralen Immortalisierung der B-Zellen einzelne monoklonale Antikörper selektiert werden können (siehe Herstellung monoklonaler Antikörper).
In seltenen Fällen kommt es vor, dass sich Polyklonale Antikörper nur gegen ein Epitop richten.